# Liliane (coloriste)
Pour les articles homonymes, voir Liliane et Labruyère.
Liliane Denayer, de son nom de naissance Liliane Labruyère, dite Liliane pour sa carrière en bande dessinée, est une coloriste belge, née le 30 décembre 1946 à Senzeilles (province de Namur).

## Biographie
Liliane Labruyère naît le 30 décembre 1946 à Senzeilles,.
Elle se marie avec le dessinateur Christian Denayer, le 2 juillet 1966.

## Publications
- 1975-2010 : Les Casseurs, Le Lombard
- 1989 : TNT
- 1989-1992 : Monsieur Wens
- 1990-2001 : Arsène Lupin
- 1990-1992 : Nero Wolfe

- 2000-2001 : Albert Lombaire, Casterman